# Lume Tshülthrim Sherab
| Tibetische Bezeichnung                               |
| ---------------------------------------------------- |
| Tibetische Schrift: ཀླུ་མེས་ཚུལ་ཁྲིམས་ཤེས་རབ་               |
| Wylie-Transliteration: klu mes tshul khrims shes rab |

Lume Tshülthrim Sherab (tib. klu mes tshul khrims shes rab) war einer der von Lachen Gongpa Rabsel (bla chen dgongs pa rab gsal) ordinierten "zehn Mönche aus Ü und Tsang" des tibetischen Buddhismus, wodurch die Traditionslinie fortgesetzt wurde, der auch der 13. Dalai Lama und der gegenwärtige 14. Dalai Lama, der buddhistische Mönch Tendzin Gyatsho, angehören, die auch Halter dieser Ordinationslinie sind. Lume gilt als Wiederbeleber des Buddhismus.
Das Jahr 978 gilt gewöhnlich als der Anfang der Zeit der Späteren Verbreitung der Lehre (bstan pa phyi dar) im tibetischen Buddhismus.
Drumer Tshülthrim Chungne, ein Schüler von Lume Tshülthrim Sherab, gründete 1017 das Thangpoche-Kloster (thang po che) im Yarlung-Tal, früher ein Kloster der Kadam-Schule, der ersten Sarma-Tradition des tibetischen Buddhismus, das später ein Kloster der Gelugpa wurde, im Kreis Qonggyai (Chongyye) des Regierungsbezirks Shannan (Lhokha) im Süden des Autonomen Gebiets Tibet. 
Lume starb auf dem Weg zu diesem Kloster. 

## Zitat
Vorbemerkung: Sonderzeichen und Anmerkungen sind durchweg ausgelassen.

„Als König Glang dar ma im 9.Jh. die buddhistische Lehre zerstörte, gingen sTod lung pa Mar Sakya mu ne, Bo dong pa gYo dGe 'byung und gTsang Rab gsal nach Dan thig in A mdo und führten dort gemeinsam mit den beiden chinesischen Mönchen  (Hva San) Kevan und Gyivan entsprechend der Sonderregelung für die abgelegenen Regionen nur zu fünft die volle Ordination für den berühmten Bla chen dGong pa rab gsal (952-1035) durch. Im Jahre 978 leitete Bla chen dGong pa rab gsal seinerseits für Klu mes Tshul khrims shes rab (geb. 10. Jh.), Lo ston rDo rje dbang phyugs (geb. 10. Jh.) und andere, insgesamt zehn Novizen, fünf aus gTsang und fünf aus dBus, die volle Ordination zum Bhiktsu. "Sukzessiv" breitete sich dann diese Linie zurück nach dBus und gTsang aus.“